# Comté de Columbus
Le comté de Columbus est un comté de la Caroline du Nord. Il a été créé en 1808 et tient son nom de Christophe Colomb.

## Démographie
| 1810  | 1820  | 1830  | 1840  | 1850  | 1860  |
| ----- | ----- | ----- | ----- | ----- | ----- |
| 3 022 | 3 912 | 4 141 | 3 941 | 5 909 | 8 597 |

| 1870  | 1880   | 1890   | 1900   | 1910   | 1920   |
| ----- | ------ | ------ | ------ | ------ | ------ |
| 8 474 | 14 439 | 17 856 | 21 274 | 28 020 | 30 124 |

| 1930   | 1940   | 1950   | 1960   | 1970   | 1980   |
| ------ | ------ | ------ | ------ | ------ | ------ |
| 37 720 | 45 663 | 50 621 | 48 973 | 46 937 | 51 037 |

| 1990   | 2000   | 2010   | - | - | - |
| ------ | ------ | ------ | - | - | - |
| 49 587 | 54 749 | 58 098 | - | - | - |

## Communautés

### City
- Whiteville.

### Towns
- Boardman
- Bolton
- Brunswick
- Cerro Gordo
- Chadbourn
- Fair Bluff
- Lake Waccamaw
- Sandyfield

### Census-designated places
- Delco
- Evergreen
- Hallsboro
- Riegelwood